# Diplazium urbanii
Diplazium urbanii är en majbräkenväxtart som först beskrevs av Hermann Christ och som fick sitt nu gällande namn av Carl Frederik Albert Christensen.
Diplazium urbanii ingår i släktet Diplazium och familjen Athyriaceae. Inga underarter finns listade i Catalogue of Life.